# Випускний
Випускний — комедійний фільм 2011 року.

## Сюжет
Фільм розповість про життя старшокласників, про їх радощі і прикрощі, про дружбу і перше кохання..